# Lijkwade van Turijn
De lijkwade van Turijn is een linnen doek die bewaard wordt in de Dom van Turijn en waarop vaag een beeld van een lichaam met kruiswonden te zien is. Sommige christenen beschouwen het object als de authentieke lijkwade waarin Jezus werd gewikkeld en begraven nadat hij aan het kruis gestorven was, en waarop hij zijn authentieke beeltenis heeft achtergelaten, alsook bloedsporen. 
De Rooms-Katholieke Kerk stelt de lijkwade af en toe plechtig tentoon, maar heeft ze nooit erkend als een echte relikwie. Dit ligt in lijn met de compromispositie die tegenpaus Clemens VII innam in 1390, nadat de bisschoppen van Troyes de lijkwade initieel als een vervalsing hadden aangemerkt. Zij reageerden daarmee op de eerste gedocumenteerde tentoonstelling van de lijkwade in Lirey ca. 1355-1356. In die periode circuleerden er tientallen lijkwaderelieken in Europa. Pas nadat de betreffende lijkwade in 1578 was overgebracht naar Turijn om er te worden vereerd door Carolus Borromeus, groeide ze uit tot een van de belangrijkste religieuze artefacten van het christendom.
De meeste wetenschappers beschouwen de lijkwade als een knappe vervalsing uit de late middeleeuwen. Behalve met historische argumenten, wordt dit standpunt onderbouwd met koolstof-14-dateringen van het doek, uitkomend tussen circa 1260 en 1390. Het onderzoek dat tot deze conclusie leidde, werd door drie onderzoeksinstituten onafhankelijk van elkaar uitgevoerd. Deze uitkomst komt overeen met de eerste aantoonbare schriftelijke vermelding van de lijkwade. Ook de gebruikte weeftechniek dook pas in de 13e eeuw op in Europa en was onbekend in het Nabije Oosten ten tijde van Jezus.
Niettemin zijn er onderzoekers die tegenspreken dat het om een laatmiddeleeuwse fabricatie gaat en die de authenticiteit van de lijkwade verdedigen. Rond de lijkwade van Turijn is een hele pseudowetenschap genaamd sindonologie gegroeid, die een veel uitgebreidere literatuur heeft geproduceerd dan de academische wetenschap. Een prominent argument onder sindonologen is dat middeleeuwse kunstenaars niet over de kennis en technologie beschikten om een dergelijke vervalsing te maken. Volgens sommigen zijn bij de koolstof-14-datering vezels gedateerd die later aan de lijkwade zijn genaaid. In 2013 verscheen een publicatie waarin Italiaanse wetenschappers beweerden dat het originele deel van de Lijkwade van Turijn uit de periode tussen 280 v.Chr. en 220 n.Chr. stamt.

## Beschrijving
De lijkwade van Turijn is 4,36 meter bij 1,10 meter. Op de lijkwade is een afbeelding of schildering te zien van de voor- en achterkant van een naakte man, die zijn handen gekruist houdt boven zijn kruis. De man is gespierd, heeft een baard en een snor en lang haar. Hij heeft een lengte van 1,75 meter, of mogelijk langer als hij wat gebogen heeft gelegen. 
Afgaande op enkele plekken op de lijkwade, die bloedvlekken lijken te zijn, vertoont de man verwondingen zoals ze zouden kunnen zijn ontstaan bij een kruisiging, evenals verwondingen die kunnen worden geïnterpreteerd als de gevolgen van een geseling, de doornenkroon en herhaaldelijk vallen. Meer bepaald zijn er wonden zichtbaar op:
- Het gezicht
- De bovenkant van zijn hoofd; de schedel
- (ten minste) één pols. Deze wond lijkt te zijn veroorzaakt door een doorboring. De andere pols is niet zichtbaar, doordat deze zich tussen de bovenste pols en het lichaam bevindt.
- De voeten. Ook deze wond lijkt veroorzaakt te zijn door een doorboring.
- De zijde. Deze wond lijkt te zijn veroorzaakt door een doorboring.
- De borst, de rug, de armen en de benen. Deze wonden lijken te zijn veroorzaakt door geseling.

## Geschiedenis van de lijkwade
De geschiedenis van de Lijkwade is omstreden en veelkleurig.

### 14e eeuw
In de 14e eeuw dook de lijkwade van Turijn voor het eerst op. In 1354 werd melding gemaakt van het bestaan van de lijkwade en in 1357 liet de weduwe van de ridder Geoffroy de Charny de lijkwade zien in een kerk in Lirey (Frankrijk), in de buurt van Troyes. Afbeeldingen uit die tijd laten de lijkwade zien.
De lijkwade werd tentoongesteld, maar Henri de Poitiers, bisschop van Troyes, verbood de tentoonstelling. Na 32 jaar leefde de belangstelling voor de lijkwade weer op, waarna de lijkwade door de Franse koning Karel VI in beslag werd genomen. De koning bracht de lijkwade over naar Troyes. In 1389 verklaarde de toenmalige bisschop van Troyes, Pierre d'Arcis, de lijkwade als een geschilderde vervalsing, hoewel hij de lijkwade nooit gezien had. In een brief aan de paus schreef de bisschop dat de schilder dit aan hem opgebiecht had, zonder hierbij de naam van de schilder te noemen. Toen de tegenpaus Clemens VII een maand later aflaten beloofde voor iedereen die de lijkwade bezocht, begon de cultus opnieuw. Clemens VII stond verering van de lijkwade toe, zolang de lijkwade maar niet als authentiek werd erkend.

### 15e eeuw
In 1418 dook de lijkwade van Turijn opnieuw op, toen Humbert van Villesexel, graaf de la Roche, heer van Saint-Hippolyte-sur-Doubs, die met de kleindochter van Geoffroy de Charny getrouwd was, de lijkwade liet overbrengen naar zijn kasteel in Montfort. Officieel gebeurde dit om de lijkwade te beschermen tegen bandieten. Met de Kerk was Humbert overeengekomen dat de lijkwade onmiddellijk zou worden teruggebracht naar Lirey zodra het gevaar geweken was. Later werd de lijkwade verplaatst naar Saint-Hippolyte-sur-Doubs.
Na de dood van Humbert in 1438 werd geprobeerd de lijkwade terug te krijgen naar Lirey, maar vijf jaar later werd besloten dat de lijkwade in het bezit van de weduwe van Humbert, Margaretha, mocht blijven. Margaretha liet de lijkwade zien op tentoonstellingen in onder meer Luik en Genève. Volgens sommige historici verspreidde Margaretha opzettelijk het gerucht over de echtheid van de lijkwade om meer te verdienen aan de tentoonstelling.
In 1454 verkocht Margaretha de lijkwade in ruil voor een kasteel in Varambon (in de buurt van Lyon) en een aanzienlijke hoeveelheid geld aan Lodewijk van Savoye en diens broer. Toen de geestelijken in Lirey hoorden van de verkoop van de lijkwade, dreigden ze Margaretha te excommuniceren als zij de lijkwade niet terugbracht of de kerk in Lirey niet financieel compenseerde. Margaretha stierf echter in 1460 zonder haar verplichting aan de kerk te volbrengen. In 1464 werd afgesproken dat Lodewijk van Savoye jaarlijks een bedrag aan de geestelijken in Lirey zou schenken, in ruil waarvoor zij zouden erkennen dat de lijkwade zijn eigendom was. Lodewijk van Savoye overleed een jaar later, maar zijn zoon Amadeus IX nam de verplichting over. Een groot deel van dit geld werd door de kerk in Lirey gebruikt om een nieuwe kerk te bouwen om uiteindelijk de lijkwade weer in tentoon te stellen.
Hertog Lodewijk van Savoye bewaarde de lijkwade inmiddels in een nieuwe kapel, die korte tijd later door paus Paulus II tot kerk werd benoemd. De lijkwade was een bekend en populair relikwie geworden. De gelovigen geloofden niet alleen dat de lijkwade authentiek was, maar ook dat de lijkwade magische eigenschappen had. De lijkwade was zelfs zo bekend dat Europese vorsten privésessies aanvroegen om het kleed in alle rust te kunnen vereren. De lijkwade werd ook gebruikt bij koninklijke bruiloften en begrafenissen.
In 1471 werd de lijkwade overgebracht naar Vercelli en in de volgende jaren naar Turijn, Ivrea, Susa, Chambéry, Avigliana, Rivoli en Pinerolo. In 1481 kwam zij weer terug in de kapel van Lodewijk van Savoye, waar de lijkwade in een kist werd opgeborgen die afgedekt werd met vuurrood fluweel, zilveren spijkers en een gouden sleutel.

### 16e eeuw en later
In 1532 brak er een brand uit in de kapel. Door gesmolten zilver van de kist en (mogelijk) door bluswater raakte de lijkwade beschadigd. De lijkwade werd door nonnen hersteld. In 1578 werd zij naar Turijn verplaatst, waar zij tot op de dag van vandaag is.

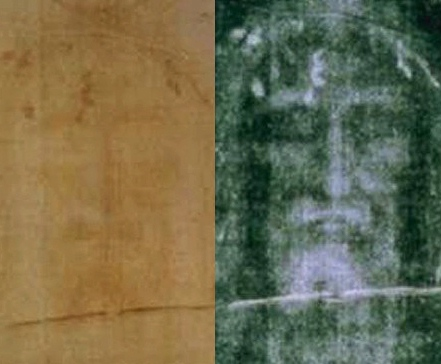
Detail van het gezicht, origineel (links) en in negatief (rechts)

De populariteit en de bekendheid van de lijkwade nam in de volgende eeuwen af. Pas nadat de Italiaanse advocaat en amateurfotograaf Secondo Pia de lijkwade op 28 mei 1898 fotografeerde en bij het afdrukken ontdekte dat de afbeelding veel duidelijker zichtbaar was op het negatief van de foto nam de belangstelling voor de lijkwade en de discussie over de echtheid ervan weer toe. Op het negatief waren veel nieuwe details zichtbaar, die met het blote oog niet waarneembaar waren. De ontdekking dat de afbeelding een negatief is, gaf volgens sommige christenen nieuwe ondersteuning aan de theorie dat de afbeelding op de lijkwade daadwerkelijk afkomstig is van Christus. Voor zover bekend was geen enkele kunstenaar van voor de 19e eeuw bekend met fotografie en dus met negatieve afbeeldingen.
De lijkwade werd in de Tweede Wereldoorlog verborgen in het klooster van Montevergine.
Sinds 1983 is de lijkwade eigendom van de Heilige Stoel. De Rooms-Katholieke Kerk gaf in 1988 toestemming aan een aantal wetenschappers om een vezel uit de lijkwade te halen voor wetenschappelijk onderzoek.
In 1997 werd de lijkwade opnieuw bedreigd door brand, mogelijk veroorzaakt door brandstichting. De Turijnse brandweerman Mario Trematore redde de lijkwade. In 2002 werd zij opnieuw tentoongesteld. De (meestal verborgen) achterkant werd bij die gelegenheid gescand en gefotografeerd.

## Hypothetische identificatie met het Kleed van Edessa
Hoewel niet onderschreven door de meeste historici, zijn er een aantal stellingen en hypothesen geuit die pogen de lijkwade van Turijn een oudere historiek te geven dan de 14e eeuw. In het bijzonder is gepoogd een verband te leggen met het Kleed van Edessa.
In de jaren 30 van de twintigste eeuw observeerde de Franse onderzoeker Paul Vignon ongeveer twintig verschillende gezichtskenmerken, de zogenaamde “Vignonmarkeringen”, in veel nieuwe afbeeldingen van Christus in de 6e eeuw. Zij werden toegeschreven aan een mysterieuze oosterse icoon, de afbeelding van Edessa, een kleed waarop het gezicht van Jezus te zien zou zijn. Met name de Britse historicus Ian Wilson bracht naar voren dat de lijkwade van Turijn mogelijk hetzelfde kleed is als het kleed van Edessa.
Op 15 augustus 944 werd het Kleed van Edessa overgebracht van Edessa naar Constantinopel, het huidige Istanboel. Edessa was sinds 639 in handen van de Arabieren, en het Kleed van Edessa werd door het christelijke Constantinopel geruild tegen islamitische gevangenen. Op de dag na de aankomst hield Gregorios Referendarius, de aartsbisschop van de Hagia Sophia, een preek over het kleed. In deze preek wordt expliciet gesproken over de afbeelding van een heel lichaam en niet alleen een gezicht. Ook wordt een bloedvlek aan de zijkant van het lichaam genoemd. Ook enkele andere documenten, die in het bezit zijn van de Vaticaanse Bibliotheek of van de Universiteit Leiden, spreken van een afbeelding van een lichaam in plaats van alleen een gezicht. Deze documenten citeren een persoon met de naam Smera, die rond 950 in Constantinopel was en het kleed beschrijft.
Sinds de verovering van Constantinopel door kruisvaarders in 1204 is niets meer van het kleed van Edessa vernomen. Een mogelijke verklaring hiervoor is dat de kruisvaarders het kleed van Edessa mee naar Frankrijk hebben genomen. Sindsdien zou het bekendstaan als de lijkwade van Jezus (die later lijkwade van Turijn genoemd zou worden).

## Authenticiteit
De lijkwade van Turijn is zolang zij bestaat onderwerp geweest van speculatie over de echtheid. Veel theologen en wetenschappers hebben uitspraken gedaan en analyses uitgevoerd. Er zijn aanwijzingen die wijzen in de richting van een vervalsing uit de late middeleeuwen, maar sommigen wijzen tot op de dag van vandaag op bepaalde details die zouden aantonen dat de lijkwade authentiek is en uit de eerste eeuw na Christus uit de omgeving van Jeruzalem stamt (waarmee overigens nog niet is aangetoond dat het om de lijkwade van Jezus gaat). In april 2004 bijvoorbeeld publiceerde National Geographic een artikel op zijn website met als titel Jesus' Shroud? Recent Findings Renew Authenticity Debate.
Rondom de analyse van de authenticiteit van de lijkwade is een tak van wetenschap ontstaan, de sindonologie (van het Griekse woord sindón, dat kleed betekent). De term wordt vooral gebruikt door voorstanders van de theorie dat de lijkwade authentiek is.

## Theorieën over de ouderdom van de lijkwade

### Koolstof-14-datering
In 1988 stond het Vaticaan toe dat de toenmalige aartsbisschop van Turijn, Anastasio Ballestrero een vezel uit een hoekpunt van de lijkwade liet afnemen. Op deze vezel werd onafhankelijk van elkaar koolstof-14-datering uitgevoerd door drie onderzoeksinstituten: de Universiteit van Oxford, de Universiteit van Arizona en de Eidgenössische Technische Hochschule in Zürich. Alle drie de onderzoeksinstituten kwamen tot een datering tussen 1260 en 1390. Deze datering is consistent met de eerste berichten over de lijkwade (1357). Hiermee leek de discussie over de echtheid afgesloten te zijn.
Maar vrijwel direct na de bekendwording van de resultaten van de koolstof-14-datering werden er kritische vragen gesteld bij de betrouwbaarheid van deze methode in dit onderzoek. De tegenwerpingen die het meeste aandacht hebben gekregen in de discussie over de lijkwade zijn die van de vorming van bioplastic op de lijkwade en de theorie dat een vezel is onderzocht die later — bij de herstelwerkzaamheden in 1532 — aan de lijkwade is genaaid. Zo ontdekte de Amerikaanse scheikundige Raymond Rogers dat bij de koolstof-14-datering het verkeerde gebied van de lijkwade is getest. Deze hoek is beschadigd geweest en hersteld met katoen in de 16e eeuw. Rogers ontdekte dat er katoenen vezels zitten in de geteste monsters. Dit betekent dat dit gedeelte geen deel heeft uitgemaakt van de originele lijkwade.

#### Bioplastic
Een ander argument tegen de Middeleeuwse datering was, dat koolstof-14-datering bij kleden nog weleens een foutieve (te jonge) datering aangeeft, doordat in de loop der eeuwen bacteriën een dun laagje bioplastic achterlaten op het kleed wanneer het te onderzoeken subject veelvuldig is aangeraakt door mensen. Een bekend voorbeeld hiervan, dat door voorstanders van deze theorie regelmatig wordt aangehaald, is een onderzoek naar een mummie in het British Museum; bij de koolstof-14-datering werden de botten van de mummie 800 tot 1000 jaar ouder gedateerd dan het kleed waarin het lichaam gewikkeld was. Later werd ontdekt dat de vorming van bioplastic vooral optreedt in hoeken van kleden (omdat deze het meest aangeraakt worden en daarom de grootste kans hebben op besmetting met bacteriën) en voor de datering van de lijkwade van Turijn was een vezel uit de hoek gebruikt. Bij een microscopisch onderzoek in 1993 werd door professor Leoncio A. Garza-Valdes, hoogleraar microbiologie aan de Universiteit van San Antonio, een grote hoeveelheid bacteriën aangetroffen op de onderzochte vezels. Dit leidde tot zijn conclusie dat met de koolstof-14-methode niet het linnen zelf, maar een mengeling van linnen, bioplastic en bacteriën was onderzocht. Professor Harry E. Gove, mede-uitvinder van de Accelerator Mass Spectrometry (AMS) waardoor koolstof-14-methode ook voor kleine monsters gebruikt kan worden, noemde dit in een reactie "geen gek idee". In zijn korte tijd later verschenen boek Relic, Icon or Hoax? Carbon Dating the Turin Shroud verklaarde Gove dat op de vezels inderdaad "a bioplastic coating of varying thickness'" te vinden was en dat het niet duidelijk is wat het eventuele effect hiervan op de uitkomsten was. Hij noemde de kans dat de lijkwade daadwerkelijk uit de eerste eeuw afkomstig was echter "about one in a thousand trillion, i.e. vanishingly small". Tegenstanders van de bioplastictheorie rekenden uit dat, om een verschil van dertien eeuwen te kunnen verklaren, de afzetting van bacteriën minstens tweemaal zo zwaar als de lijkwade had moeten zijn. Niettemin is door verschillende onderzoekers — voor- en tegenstanders van de authenticiteit van de lijkwade — gepleit voor nieuw dateringsonderzoek door middel van de koolstof-14-methode, nu op volledig schoongemaakte vezels om meer duidelijkheid te krijgen.

#### Andere samenstelling
Onderzoek uit het begin van de 21e eeuw door Anna Arnoldi van de Universiteit van Milaan en Raymond Rogers van de Universiteit van Californië met ultravioletfotografie en spectraalanalyse liet zien dat de hoek van waaruit de vezel is gehaald een andere samenstelling heeft dan de rest van de lijkwade. De aanwezigheid van bepaalde stoffen kan erop duiden dat de hoek van waaruit de vezel genomen werd, later aan de lijkwade is genaaid, mogelijk bij de herstelwerkzaamheden in 1532.
In maart 2013 verscheen een onderzoek van wetenschappers van de Universiteit van Padua. Zij hadden gedurende 15 jaar de lijkwade onderzocht door middel van een spectroscopie, waarbij de ouderdom van een materiaal wordt bepaald aan de hand van de wisselwerking met verschillende soorten straling. Uit dit onderzoek kwam een datering van het kleed van tussen 280 voor Christus en 220 na Christus.
Ook werd er vanille (C8H8O3 of 4-hydroxy-3-methoxybenzaldehyde) aangetroffen in de hoek van de lijkwade en niet op de rest van het kleed. Vanille wordt vaak aangetroffen bij middeleeuwse kleden uit het Middellandse Zeegebied, maar niet in kleden ouder dan de middeleeuwen.

#### Andere theorieën
Andere argumenten tegen de betrouwbaarheid van koolstof-14-datering die naar voren werden gebracht, waren het effect van de brand uit 1532 (de onderzochte vezel bevond zich vlak bij een brandplek) en zelfs neutronen die bij de opstanding van Jezus vrijgekomen zouden zijn. Het argument dat de koolstof-14-methode onbetrouwbaar is door de effecten van de brand, is onder meer weerlegd door Walter McCrone.

### Medisch-historische analyse

#### Analyse van wonden
Op middeleeuwse schilderijen waarop een gekruisigde persoon te zien is, zijn altijd de handen doorboord en niet de polsen. In het Evangelie staat ook expliciet vermeld dat de spijkers in de handen werden geslagen (Johannes 20:25, waar de ongelovige Thomas zegt dat hij pas gelooft dat Jezus is opgestaan als hij zijn hand in de gaten in Jezus' handen kan steken). Het lichaam op de lijkwade van Turijn heeft echter een wond op (ten minste) één pols en ongeschonden handpalmen.
Ruim na de middeleeuwen werd pas ontdekt dat wanneer de spijkers door de handpalmen geslagen zouden worden bij een kruisiging, ze zouden scheuren doordat de handpalmen het gewicht van het lichaam niet kunnen dragen. Wel is aangetoond dat de handpalmen niet zouden scheuren wanneer de spijkers onder een hoek door de handpalmen zouden zijn geslagen (via de handpalmen door de polsen).
Deze bevindingen worden bevestigd door de beenderen van een gekruisigde die gevonden zijn in Jeruzalem in een beenderenkistje uit de 1e eeuw n. Chr. met daarop de naam Jochanan (Johannes). Een hielbeen van Jochanan is doorboord met een bijna 10 cm grote spijker en op de plaats waar zich een kleine natuurlijke opening tussen de polsbeenderen bevindt zijn de botten ingesleten; door deze opening werden bij een kruisiging blijkbaar de spijkers geslagen waarmee de armen werden vastgemaakt. De spijker door het natuurlijke gat in het polsgewricht drukt tegen de daar aanwezige zenuw die de duim bedient, waardoor deze in de handpalm komt te liggen. Door een gekruisigde aan zijn armen op te hangen werd de borstkas omhoog getrokken en werd ademen op den duur onmogelijk. Om de verstikkingsdood uit te stellen werden de benen van een gekruisigde gebogen onder het lichaam vastgespijkerd, zodat hij zich kon opdrukken om adem te kunnen halen, totdat de pijn in de voeten en de achillespees te sterk werd en het hangen aan de armen hervat werd. Door een schuin aflopend zitje op het kruis te bevestigen kon de worsteling om te blijven ademen en de afwisseling van hangen en opdrukken dagenlang gerekt worden, plus de bijbehorende pijniging door de schurende spijkers in de polsen en de hielen, de uitrekkende gewrichtsbanden en de permanente zenuwpijnen in handen en voeten. Wanneer men vond dat de marteling lang genoeg geduurd had werden de schenen van de gekruisigde stuk geslagen. Opdrukken was niet meer mogelijk en de verstikkingsdood volgde.
De aanwezigheid van een doorboringswond in de pols en niet in de handpalmen en dat de duim van de man op de lijkwade niet zichtbaar is, is voor voorstanders altijd een belangrijk argument geweest; een middeleeuwse vervalser zou nooit de medische details van een executiemethode, die al meer dan 1000 jaar niet meer gebruikt werd, kunnen weten.

#### Analyse van de (vermeende) bloedvlekken
Of de rode vlekken op de lijkwade daadwerkelijk menselijk bloed zijn is al sinds lange tijd een punt van discussie. De scheikundige Walter McCrone vond bij analyse een combinatie van rode oker en verf, maar anderen hebben de rode vlekken geïdentificeerd als menselijk bloed met bloedgroep AB zonder toegevoegde kunstmatige pigmenten. In alle onderzoeken zijn overigens alleen deeltjes die met een plakband van de lijkwade zijn afgehaald onderzocht en niet de vermeende bloedvlekken zelf.
De kleur van de rode vlekken is een ander punt; als de rode vlekken door bloed veroorzaakt zouden zijn, hadden de vlekken verkleurd moeten zijn. Al in 1937 was het de onderzoeker Paul Vignon opgevallen dat de kleur van het bloed op de lijkwade opvallend rood was. Hij schreef hierover "But the color of all this blood raises a new problem. It is a sort of dull carmine, whereas very old blood becomes brown". Vignon sprak van een probleem bij de bewijsvoering van de authenticiteit van de lijkwade, maar het bracht hem niet van zijn overtuiging af dat de lijkwade echt was. Voor andere onderzoekers, waaronder McCrone, was de rode kleur een extra argument om aan te tonen dat het om verf ging, pigment verandert niet van kleur. Verdedigers van de theorie dat de vlekken op de lijkwade menselijk bloed zijn, wijzen er op hun beurt op dat bloed van een getraumatiseerd, kapotgeslagen lichaam bilirubine en geoxideerde hemoglobine bevat, waardoor de kleur rood kan blijven.

### Materiaalhistorische analyse

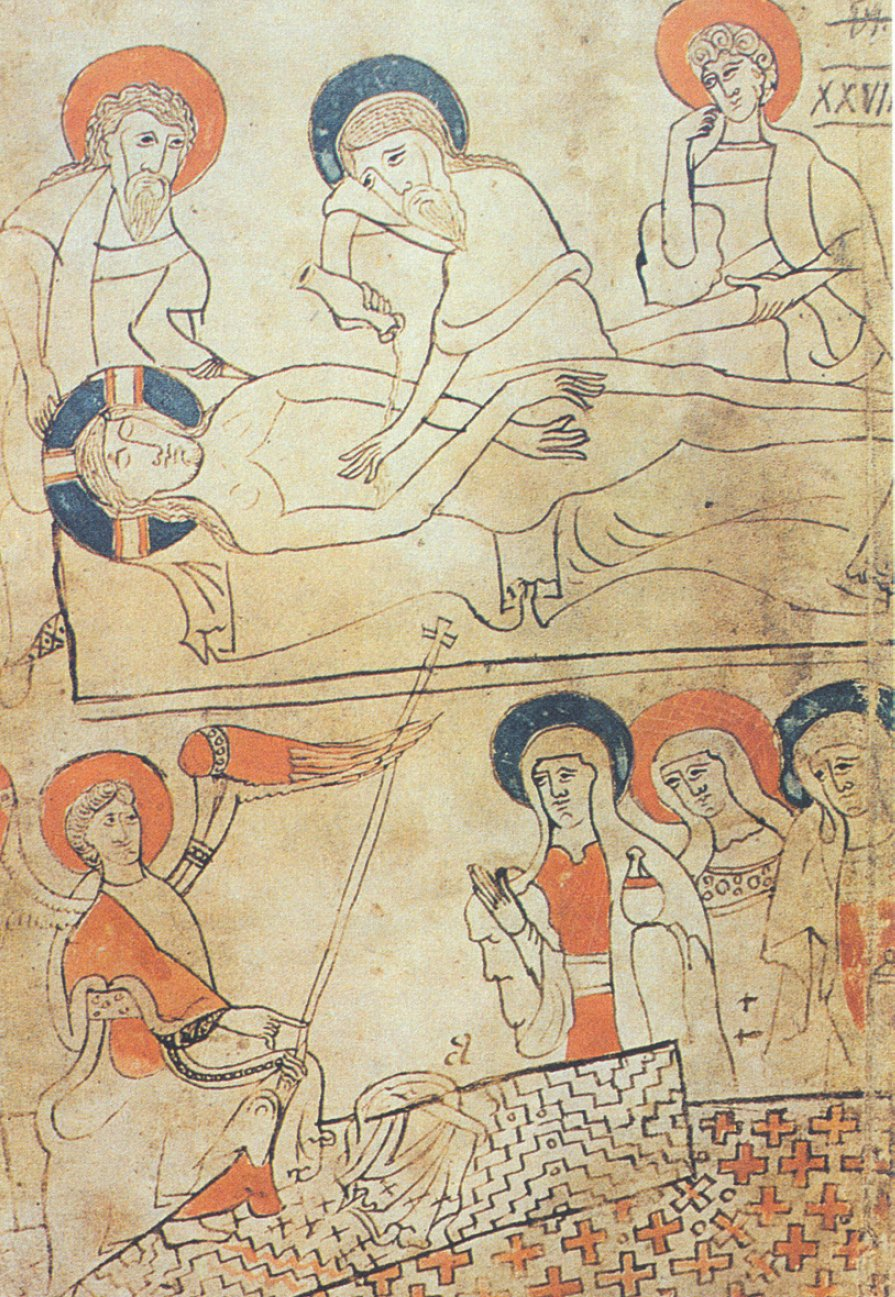
Pray-manuscript, gemaakt in de laat 12e eeuw, waarin een begrafeniskleed van Jezus te zien is

De lijkwade van Turijn is beschadigd bij de brand in 1532. De brandgaten dateren van dat jaar en veel mensen geloven dat de waterschade aan de lijkwade ontstaan is bij het blussen van de brand. Niet lang geleden opperde een textielhistoricus echter dat de waterschade mogelijk veel ouder is, omdat het patroon van de waterschade zou suggereren dat het kleed opgerold was en bewaard werd in kruiken van klei, vergelijkbaar met de manier waarop de Dode Zeerollen waren opgerold in de eerste eeuw na Christus.
In 1988, nadat de lijkwade was geanalyseerd met de koolstof-14-dateringsmethode, onderzocht de bekende restaurator van textiel Mechthild Flury-Lemberg uit Hamburg de lijkwade. Zij ontdekte dat de lijkwade was geweven in een "three-to-one herringbone" (visgraat)-patroon. Flury-Lemberg noemde dit opvallend, omdat dit een patroon is dat in de oudheid enkel werd gebruikt voor kleden van bijzondere kwaliteit, linnen van lagere kwaliteit werd geweven in het "one-to-one herringbone"-patroon. Volgens sceptici bewijst dit juist dat het kleed van de lijkwade in de middeleeuwen gemaakt is. In het Pray-manuscript (ook wel Pray Codex genoemd), een document uit de late 12e eeuw dat vernoemd is naar de Hongaar György Pray, die het document voor het eerst bestudeerde, is een afbeelding opgenomen waarop een begrafeniskleed van Jezus te zien is in hetzelfde patroon als waaruit de lijkwade bestaat. Omdat deze afbeelding ongeveer 150 jaar voor de eerste tentoonstelling van de lijkwade is gemaakt, wijst dit volgens Flury-Lemberg erop dat een eventuele vervalser bekend moet zijn geweest met deze afbeelding, en bewust een kleed met dezelfde weeftechniek moet hebben uitgekozen. Overigens menen sommigen ook enkele brandgaten van de lijkwade in het Pray-manuscript te herkennen. Een naad in het kleed is van een speciaal type dat volgens Flury-Lemberg "opvallend gelijk" is aan textiel afkomstig uit het fort Massada bij de Dode Zee in de periode 43 voor Christus tot 70 na Christus. Het weefpatroon en de omvang van het kleed zijn consistent met wat in de eerste eeuw na Christus gebruikelijk was in Syrische kleden. Flury-Lemberg zei hierover: "Het linnen kleed van de lijkwade van Turijn laat geen enkele weef- of naaitechniek zien die zou tegenspreken dat het om een product van hoge kwaliteit uit de eerste eeuw zou gaan".

## Theorieën over het ontstaan van de afbeelding op de lijkwade

### Theorieën die uitgaan van een authentieke lijkwade

#### Energie bij de opstanding
Sommige mensen die geloven in de echtheid van de lijkwade geloven dat de afbeelding ontstaan is door de energie die vrijkwam op het moment van de opstanding van Jezus. Zij ondersteunen hun theorie onder meer door te wijzen op in 1992 ontdekte röntgenachtige afbeeldingen van tanden en vingerkootjes. Ook wordt verwezen naar afdrukken die gevonden zijn in en rondom Hiroshima na ontploffing van de atoombom. Door de grote hoeveelheid energie die bij deze ontploffing vrijkwam, zijn sommige schaduwen op de weg of op muren 'gebrand'. Een dergelijk proces zou dan een verklaring kunnen zijn voor de afdruk op de lijkwade. Enkele onderzoekers betogen dat de afbeelding alleen nagemaakt kan worden door middel van laserlicht, een technologie die in de Middeleeuwen nog onbekend was.

#### Kruiden, zalf of balsemvloeistof
De Franse bioloog Vignon schreef in 1902 dat de afbeelding op de lijkwade ontstaan kon zijn door een chemische reactie tussen lichaamsvloeistoffen en stoffen die na Jezus' dood op zijn lichaam werden gesmeerd om het te zalven of te balsemen. Deze theorie wordt door anderen soms in verband gebracht met de theorie dat Jezus niet stierf aan het kruis, maar schijndood door medestanders van het kruis gehaald werd. De zalf werd op het lichaam van Jezus gesmeerd om het te helen.
Vignon, die heilig geloofde in de echtheid van de lijkwade, vond aanwijzingen voor zijn theorie in de Bijbel, waarin staat dat het lichaam van Jezus gezalfd werd met kruiden, aloë, mirre en olijfolie. Vignon deed veel pogingen om zijn theorie te bewijzen. Met enkele pogingen lukte het hem om vage afbeeldingen in een kleed te krijgen, maar deze lieten bij lange na niet de details zien die op de lijkwade te zien zijn. Vignons theorie werd daarom vanaf het begin door de meeste mensen verworpen. Aan het einde van de 20e eeuw kon de theorie van Vignon definitief verworpen worden toen onomstotelijk werd vastgesteld dat geen sporen van kruiden en zalf op de lijkwade te vinden zijn.

#### Maillardreactie

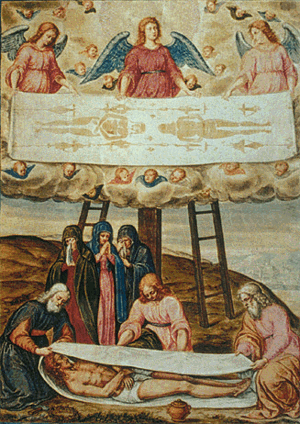
Schilderij van Giulio Clovio over het ontstaan van de lijkwade (16e eeuw)

Een recent onderzoek laat zien dat op vezels van cellulose van de lijkwade een dun koolhydraatlaagje zit dat zetmeel, enkele suikers en andere onzuiverheden bevat. Dit chemische laagje, dat ongeveer 600 nanometer dik is, is grotendeels kleurloos. Maar op sommige plaatsen heeft er een chemische reactie plaatsgevonden waardoor het laagje een stro-gelige kleur heeft gekregen. Deze chemische reactie is vergelijkbaar met de reactie die optreedt wanneer suiker wordt verhit tot karamel of wanneer eiwit reageert met suiker (de chemische reactie die bier de gele kleur geeft). De plaatsen waar deze reactie heeft plaatsgevonden en waar het laagje geel gekleurd is, zijn precies die plaatsen waarop de afbeelding zichtbaar is.
In een publicatie in het wetenschappelijke tijdschrift Scientific Journal tonen twee onderzoekers (Raymond N. Rogers en Anna Arnoldi) aan dat de afbeelding mogelijk ontstaan is door een natuurlijke chemische reactie (de zogenaamde Maillardreactie), die optreedt tussen gassen afkomstig van een menselijk lichaam en het koolhydraatlaagje op een linnen kleed waarmee het dode lichaam is afgedekt. Deze reactie kan optreden wanneer het lichaam enkele uren dood is en er enkele hoogreactieve gassen vrijkomen die in een afgesloten ruimte, zoals een tombe, een hoge concentratie kunnen bereiken. Het resultaat van de reactie is een verkleuring van het linnen op de plaatsen waar het linnen het dode lichaam aanraakt of bijna aanraakt. Deze verkleuring wordt echter weer tenietgedaan wanneer later vloeistoffen die vrijkomen bij de ontbinding van het lichaam het kleed bevlekken of beschadigen. Noodzakelijk voor de theorie dat de verkleuringen het gevolg zijn van een chemische reactie tussen gassen uit een dood lichaam en het kleed is dus dat de lijkwade enkele uren op een dood lichaam moet hebben gelegen, waarna het kleed verwijderd moet zijn, of (in het geval van een opstanding) het proces van ontbinding moet zijn gestopt. Hoewel de onderzoekers concluderen dat de Maillardreactie een verklaring kan zijn voor het ontstaan van de afbeelding, stellen ze nadrukkelijk dat hun onderzoek geen bewijs is van de echtheid van de lijkwade.

### Theorieën die uitgaan van een middeleeuwse vervalsing

#### Schildering
Vaak wordt verondersteld dat de afbeelding door iemand op het linnen is geschilderd. Hoewel door sommige analisten en onderzoekers sporen van verfstoffen en pigmenten zijn gevonden, staat vrijwel vast dat er geen verf gebruikt kan zijn. Verf is vloeibaar en als gewone verf was gebruikt zouden delen van de verf op dieperliggende vezels gevonden moeten worden. Verschillende onderzoeken hebben aangetoond dat alleen de bovenste delen van vezels verkleurd zijn (de afbeelding is ongeveer zo dik als een mensenhaar).
In 2009 beweerden onderzoekers van de Universiteit van Pavia onder leiding van Luigi Garlaschelli de lijkwade van Turijn te hebben nagemaakt met in de middeleeuwen bekende materialen en technieken. In dit onderzoek, dat werd gefinancierd door atheïstische en agnostische Italianen, werd een middeleeuws geweven linnen over een man gelegd en vervolgens ingewreven met een mengsel van rode oker en zuur. Vervolgens werd het kleed verhit, waardoor het pigment verdween maar de afbeelding bleef.

#### Bas-reliëf
De Amerikaan Joe Nickell, gespecialiseerd in het oplossen van mysteries, toonde aan dat fotografisch negatieve beelden gemaakt kunnen worden door een doek over een bas-reliëf te leggen en er vervolgens met een kleurstof overheen te wrijven. De Italiaanse onderzoeker Jacques di Costanzo heeft onderzocht of dit zou werken. Hij maakte een bas-reliëf van een gezicht en legde hier nat linnen op. Nadat het linnen was opgedroogd depte hij voorzichtig met katoenwol ijzeroxide (rode oker) vermengd met gelatine op het kleed. Gelatine werd in de middeleeuwen veel gebruikt door kunstenaars om pigment aan canvas of hout te binden. Het resultaat was een afbeelding vergelijkbaar met die op de lijkwade, die bestand was tegen wassen en tegen blootstelling met chemicaliën. Di Costanzo herhaalde zijn experiment met ijzeroxide zonder de toevoeging van gelatine, maar daarmee bleef de afbeelding niet bewaard als het kleed werd blootgesteld aan water of chemicaliën.

#### Fotografie door Leonardo da Vinci
Een recente theorie over de herkomst van de lijkwade is afkomstig van twee Britse onderzoekers, Lynn Picknett en Clive Prince. Deze theorie veronderstelt dat de afbeelding op de lijkwade mogelijk het eerste (bekende) voorbeeld van fotografie is en dat op de lijkwade de afbeelding van de maker Leonardo da Vinci te zien is. Leonardo da Vinci zou de afbeelding gemaakt hebben met behulp van een toverlantaarn, een eenvoudig projectieapparaat en lichtgevoelige zilveren componenten die in die tijd beschikbaar waren.

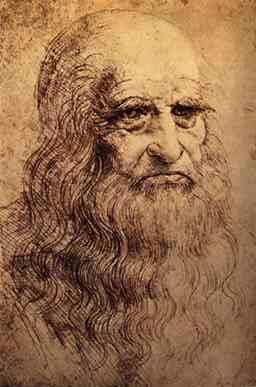
Mogelijk zelfportret Leonardo da Vinci

Er zijn verschillende aanwijzingen die wijzen in de richting van deze theorie. Zo staat vast dat Leonardo da Vinci veel kennis had van optica en perspectief en met in zijn tijd beschikbare middelen in staat geweest zou moeten zijn tot primitieve fotografie. Verder gaat het verhaal dat Leonardo in het geheim lid was van een sekte die zich verzette tegen de macht van de Kerk en het christelijk geloof. Leonardo da Vinci zou de lijkwade hebben gemaakt om het geloof dat Jezus uit de dood was opgestaan te ironiseren.
De onderzoekers nemen aan dat Leonardo da Vinci een van de lijken, die hij gebruikte voor zijn anatomische studies, gebruikt heeft om de afbeelding van het lichaam te maken. Op het lijk had hij verwondingen aangebracht die consistent waren met de wonden van Christus zoals deze beschreven zijn. Leonardo da Vinci zou, om de ironie compleet te maken, zijn eigen gezicht als hoofd hebben gebruikt. De overeenkomst tussen het gezicht van Leonardo, zoals te zien is op zijn beroemde zelfportret en de afbeelding op de lijkwade, is volgens velen opvallend. In 2006 kwamen de onderzoekers met een nieuwe aanwijzing: de afbeelding in negatief op de lijkwade lijkt prima te passen op de afbeelding van Jezus op het schilderij Salvator Mundi van Leonardo da Vinci. Deze gelijkenis is volgens de onderzoekers zo frappant, dat Leonardo kennis moet hebben gehad van het negatief van de afbeelding op de lijkwade.
Deze theorie voor de herkomst van de lijkwade geeft een verklaring voor het feit dat de afbeelding in negatief meer details bevat, dat alleen de oppervlakte van de lijkwade gekleurd is en voor het feit dat het hoofd op de lijkwade iets te groot lijkt te zijn voor het lichaam. Met het grote hoofd is het lichaam ongeveer 1,75 m lang, wat lang is voor zowel iemand uit de tijd van Leonardo da Vinci als voor iemand uit de tijd van Jezus. Van Leonardo is wel bekend dat hij voor zijn tijd lang was.
Maar de theorie dat Leonardo de lijkwade heeft gemaakt, verklaart niet dat de lijkwade al in de 14e eeuw tentoon werd gesteld, terwijl Leonardo da Vinci pas in 1452 werd geboren. De onderzoekers veronderstelden dat de oorspronkelijk tentoongestelde lijkwade een slechte middeleeuwse vervalsing was die later vervangen werd door de lijkwade gemaakt door Leonardo. Er zijn echter geen aanwijzingen, laat staan bewijzen, voor deze verwisseling. Critici van Picknett en Prince menen dat het de zeer gelovige bevolking voor wie de lijkwade een belangrijke relikwie was, moest zijn opgevallen als de lijkwade ineens vervangen was door een lijkwade van andere (superieure) kwaliteit.

### Alternatieve theorie voor het ontstaan voor de lijkwade
In hun in 1997 uitgegeven boek The Second Messiah opperen de Britse consumentenpsycholoog Christopher Knight en schrijver Robert Lomas dat de afbeelding op de lijkwade die van Jacques de Molay is, de laatste leider van de tempeliers.
Op vrijdag 13 oktober 1307 werden de tempeliers door Filips de Schone op bevel van paus Clemens V gearresteerd. De Molay zou aan een deur genageld en gemarteld zijn, maar niet gedood. Zijn bijna comateuze lichaam zou 30 uur in een kleed gewikkeld zijn om te herstellen. Volgens Alan A. Mills is de afbeelding ontstaan door het melkzuur in het zweet van De Molay. De afbeelding komt volgens deze theorie overeen met wat verwacht mag worden als de intensiteit van de afbeelding op een plek op het kleed omgekeerd evenredig is met de afstand die het kleed tot het lichaam heeft, waarbij gecorrigeerd is voor een licht gebogen houding van het lichaam.
Nadat De Molay op 19 maart 1314 geëxecuteerd was, kwam het kleed volgens de theorie van Knight en Lomas in handen van Jean de Charney, broer van de mede-beschuldigde en tegelijk met De Molay geëxecuteerde Geoffrey de Charney. Geoffrey de Charney was de oom van Geoffroi de Charny, wiens weduwe als eerste de lijkwade tentoonstelde.

## Analyse van de lijkwade
In 1973 gaf de verbannen koning van Italië, Umberto II, die op dat moment eigenaar was van de lijkwade, toestemming aan elf wetenschappers om monsters van de lijkwade te nemen voor analyse. Voorwaarde was wel dat de analyses in het geheim moesten plaatsvinden en dat de resultaten pas bekendgemaakt mochten worden als het publiek daar aan toe was.
De Belgische professor Gilbert Raes nam twee kleine stukjes van de lijkwade voor analyse onder een elektronenmicroscoop. Professor Raes concludeerde hieruit alleen dat er kleine hoeveelheden katoen uit Egypte in de monsters zaten. De Zwitserse forensisch criminoloog Max Frei concludeerde uit enkele graspollen die hij had verzameld dat de lijkwade vermoedelijk uit de omgeving van het tegenwoordige Israël of Turkije kwam en dat de mogelijkheid bestond dat de lijkwade uit de eerste eeuw afkomstig was.
Afgezien van de opmerkelijke beweringen van Frei werden geen bijzondere ontdekkingen gedaan en de resultaten van dit onderzoek werden pas enkele jaren later bekendgemaakt.

### Driedimensionale analyse van de lijkwade
In 1978 werd een foto van de lijkwade door drie onderzoekers van de NASA geanalyseerd met de VP-8, een destijds nieuwe beeldanalyser die normaal gebruikt werd voor het analyseren van foto's uit de ruimte. De VP-8 kon foto's een derde dimensie geven door minieme verschillen in de kleuren van schaduwen een driedimensionale interpretatie te geven. Donkere schaduwen worden als verder weg beschouwd en lichtere schaduwen als dichterbij. Hiermee kunnen radiosignalen uit de ruimte driedimensionaal worden gemaakt.
Wanneer een normale foto of schilderij met de VP-8 werd geanalyseerd, werden schaduwen verkeerd geïnterpreteerd, wat een diffuus beeld opleverde. Maar toen een foto van de lijkwade met de VP-8 werd geanalyseerd, leverde dat een perfect driedimensionaal plaatje op.
Bij nadere bestudering en digitale bewerking van de foto's werden enkele cirkels op de oogleden van het gezicht ontdekt. De onderzoekers brachten dit in verband met ontdekking van professor Hachlili, specialist bij Bijbelse archeologie, die in een skelet uit het begin van de jaartelling uit de omgeving van Jeruzalem, Romeinse munten in de oogkassen van een schedel vond.
Een jaar na deze ontdekking maakte professor Francis Filas van de Loyola-universiteit Chicago een vergroting van de cirkels op een van de oogleden. Omdat hij in de vormen letters meende te zien, schakelde hij Michael Marx in, een lokale expert in oude munten. Marx' conclusie was dat het mogelijk om de Pilatus' lituus-munt ging, die door Pontius Pilatus rond het jaar 30 na Christus is uitgegeven. De letters die Filas en Marx meenden te herkennen ("AICA") zouden deel zijn van de inscriptie "TIBEPIOY KAICAPOC" die op deze munt te vinden is.
In 1980 werd het onderzoek overgedaan in het Overland Park Laboratory in Texas. Bij dit onderzoek werd niet alleen de conclusie van professor Filas bevestigd, maar er werd ook geconcludeerd dat op het andere ooglid waarschijnlijk ook een munt te vinden was. In 1985 werd nogmaals onderzoek gedaan naar de munten, ditmaal door Alan en Mary Wanger.
De uitkomsten van de "muntenanalyse" is hevig bekritiseerd door veel wetenschappers, die claimden dat de onderzoekers net zo lang de beelden hadden bewerkt tot er iets te zien was wat in hun straatje paste. Allereerst werd bestreden dat het een joodse gewoonte in die tijd was om munten op oogleden te leggen. Onder meer professor L.Y. Rahmani, directeur van het Museum van Jeruzalem, kwam al in de jaren tachtig met deze stelling. Professor Rachel Hachlili, de ontdekker van de munten in oogkassen, meldde dat de munten die in oogkassen waren aangetroffen, afkomstig waren uit een graf dat dermate vergaan was dat onmogelijk vast te stellen was dat ze ooit op de oogleden waren gelegd.

### STURP-analyse
Het resultaat van de VP-8-analyse maakte dat de wetenschappers John Jackson en Eric Jumper een verzoek indienden om de lijkwade nader te onderzoeken. Ze verzamelden andere wetenschappers om zich heen en zetten het Shroud of Turin Research Project (STURP) op. De groep van veertig wetenschappers kreeg toestemming om de lijkwade gedurende 96 uur te onderzoeken, waarbij geen materiaal van de lijkwade mocht worden genomen. De onderzoekers probeerden antwoord te krijgen op de vraag of de lijkwade een vervalsing was of niet, en indien de lijkwade geen vervalsing was, wiens afbeelding te zien is.
De Amerikaanse onderzoeker en lid van het STURP-team Walter McCrone nam 32 monsters van diverse plekken van de lijkwade. Op 26 daarvan vond hij sporen van pigment van ijzeroxide (rode oker) en tempera. Hij concludeerde hieruit dat de lijkwade een vervalsing was en dat de overige leden van het team emotie en wetenschappelijk onderzoek door elkaar haalden. Zijn publicatie leidde tot onrust bij de overige leden van het STURP-team. Niet veel later stapte Walter McCrone uit het team.
In 1980 werden de eerste resultaten van het STURP-team gepresenteerd. De overgebleven onderzoekers concludeerden dat op de monsters van McCrone wel degelijk (menselijk) bloed was te vinden. Volgens sommigen was hiermee bewezen dat de lijkwade geen vervalsing was, critici waren van mening dat een vervalser waarschijnlijk menselijk bloed had gebruikt om de schildering realistischer te maken.
Verder hadden de leden van het STURP-team graspollen ontdekt van grassoorten die rond het begin van de jaartelling in de omgeving van het huidige Israël voorkwamen. Rond de voeten werd stof gevonden dat overeenkwam met stof dat in de omgeving van Jeruzalem voorkwam. Ten slotte ontdekten de onderzoekers dat de kleuren alleen op de uiteinden van de vezels zichtbaar waren: zou de lijkwade geschilderd zijn dan zouden de hele vezels gekleurd moeten zijn. De oppervlakkige kleuring van de vezels is het meest consistent met de theorie dat de afbeelding is ontstaan door straling.
De onderzoekers concludeerden dan ook dat er wat hen betreft geen twijfel was over de herkomst van de lijkwade; die zou uit de eerste eeuw dateren en uit de omgeving van het tegenwoordige Israël komen. De onderzoekers konden geen uitsluitsel geven over wie op de lijkwade te zien is.

## Theorieën over de herkomst van het doek

### Pollenanalyse
Evenals de STURP-analisten concludeerden ook twee Israëlische onderzoekers (Avinoam Danin en Uri Baruch van de Hebreeuwse Universiteit van Jeruzalem) in 1999 dat er op de lijkwade graspollen te vinden zijn van grassoorten die in de omgeving van Jeruzalem voorkomen. De monsters waren afkomstig van de Zwitserse freelance criminoloog Max Frei, die de lijkwade in 1973 had mogen onderzoeken. Frei was niet onomstreden; hij was op zijn werk geschorst wegens het knoeien met bewijsmateriaal om verdachten veroordeeld te krijgen en had ooit het Dagboek van Hitler authentiek verklaard. Andere onderzoekers ontdekten na Frei's dood in 1983 dat een van de door Frei verzamelde monsters meer sporen van graspollen bevatte dan alle 25 andere monsters samen. Ook de monsters die in 1978 verzameld werden door het STURP-team bevatten relatief weinig pollenmateriaal. Deze ontdekkingen maakten dat velen twijfelden bij de betrouwbaarheid van analyses met monsters gemaakt door Max Frei.
De Israëlische onderzoekers ontdekten ook dat de afbeelding van een bloem op de lijkwade overeenkwam met een bloem die alleen in de periode maart en april bloeit in de omgeving van Jeruzalem. Hun opmerkelijkste conclusie was dat de verwondingen op het hoofd veroorzaakt waren door een doorn van de plant Gundelia tournefortii, die alleen groeit in de maanden maart-april in de omgeving van Jeruzalem. Dr. Danim kwam op grond van zijn bevindingen tot een datering van de lijkwade van voor de achtste eeuw.
Het valt niet met zekerheid vast te stellen of de identificatie van de planten correct is. Hoewel de bevindingen van de Israëlische onderzoekers consistent zijn met verhalen uit de Bijbel over de kruisiging van Jezus en al hun conclusies wijzen op een herkomst van de lijkwade uit de omgeving van Jeruzalem, zijn hun bevindingen voor de meeste mensen geen onomstotelijk bewijs van de echtheid van de lijkwade. De bloembeelden werden gerapporteerd door een psychiater die beeldanalyse had gestudeerd en nog andere weerlegde beweringen over het lijkwadebeeld had gedaan.

### Overeenkomst met de zweetdoek van Oviedo
Danin vergeleek de lijkwade van Turijn ook met de zweetdoek van Oviedo, een relikwie waarvan vrijwel vaststaat dat ze afkomstig is uit de omgeving van Jeruzalem en uit de eerste eeuw na Christus. Zijn conclusie luidde dat de zweetdoek van Oviedo en de lijkwade van Turijn zoveel overeenkomsten bevatten, dat het waarschijnlijk is dat ze hetzelfde gezicht hebben bedekt. Deze opzienbarende conclusie werd in datzelfde jaar bevestigd door de Spaanse onderzoeker Mark Guscin.
Volgens de Amerikaan Joe Nickell, die zich heeft toegerust op het ontrafelen van mysteries, is de zweetdoek van Oviedo net zoals andere relikwieën van Jezus van twijfelachtige oorsprong. Er bestaat volgens Nickell geen geschiedkundige vermelding van voor de 8e eeuw en de zweetdoek heeft, in tegenstelling tot de lijkwade, ook geen afbeelding van het gezicht. Ook is de veronderstelde overeenkomst tussen de bloedvlekken op de doeken van Turijn en Oviedo volgens Nickell een "oefening in wensdenken".

## Tweede afbeelding
Op 14 april 2004 verscheen in het tijdschrift van het Institute of Physics in Londen een artikel waarin twee onderzoekers van de Universiteit van Padua een tweede afbeelding op de achterkant van het kleed gevonden hadden. Deze afbeelding, waarop vooral een hoofd en handen te zien zijn, is veel minder gedetailleerd en zichtbaar dan de afbeelding op de voorkant van het kleed. De afbeelding werd zichtbaar na bestudering van de foto's van de achterkant van de lijkwade die in 2002 gemaakt zijn.
Net als de afbeelding op de voorzijde is de afbeelding op de achterzijde volledig oppervlakkig, wat betekent dat er alleen kleurstoffen zichtbaar zijn op het bovenste deel van de vezels. De tweede afbeelding lijkt consistent te zijn met de afbeelding op de voorkant.
De ontdekking van een afbeelding op de achterzijde maakt de theorie dat de afbeelding op de lijkwade het resultaat is van schildering of fotografie minder waarschijnlijk. Het voedt de theorie dat de afbeelding is ontstaan door de Maillardreactie, waarbij lichaamsgassen door het kleed zijn getrokken en gereageerd hebben met het laagje aan de buitenzijde van het kleed.

## Huidige standpunten

### Standpunt van de Rooms-Katholieke Kerk
De Rooms-Katholieke Kerk erkent noch de authenticiteit van de lijkwade noch dat het om een vervalsing gaat. Al vlak na de ontdekking van de lijkwade schreef de bisschop van Troyes een brief aan de paus, waarin hij schreef over een "handig geverfd doek" waarvan valselijk beweerd werd dat het de lijkwade van Christus is. De bisschop schreef dat de vervalser de waarheid had opgebiecht en schreef dat als er een lijkwade van Christus bewaard zou zijn, deze zeker in de Bijbel genoemd zou zijn.
Hoewel de Rooms-Katholieke Kerk de authenticiteit van de lijkwade nooit heeft erkend, stond de Kerk verering van de lijkwade wel vanaf vrijwel het begin toe. De Kerk erkent het belang van de lijkwade van Turijn, maar dan als "voorstelling" van Jezus en niet als de authentieke lijkwade. In een toespraak in het jaar 1998 zei paus Johannes Paulus II dat de lijkwade gezien moet worden als een spiegel waarin het Evangelie en het lijden van Jezus gezien kan worden.

### Standpunt vanuit wetenschappelijk perspectief
Vanuit wetenschappelijk gezichtspunt is er veel bewijs voor de opinie dat de lijkwade van Turijn een vervalsing uit de late middeleeuwen is. Deze opinie is consistent met de datering van het doek met de koolstof-14-methode door drie onafhankelijke laboratoria en met de oudste bronnen waarin van de lijkwade wordt gesproken. Sommigen vinden dat er nog openstaande punten en niet door de wetenschap verklaarde feiten zijn. Voor degenen (onder wie enkele wetenschappers) die in de echtheid van de lijkwade geloven, vormen deze openstaande punten een bewijs van echtheid. Maar de meeste wetenschappers verwerpen dit 'bewijs' als een resultaat van 'wade-wetenschap' (de zogenaamde sindologie) die uitgaat van het verlangde antwoord. De meeste wetenschappers beschouwen de lijkwade dan ook als een vervalsing, maar wel een vervalsing waarvan de kwaliteit aanmerkelijk hoger is dan die van andere vervalste relikwieën uit dezelfde periode.